# Iprodion
Iprodion ist eine chemische Verbindung aus der Gruppe der Dicarboximide und Imidazole. Sie wird als Fungizid und Nematizid in Pflanzenschutzmitteln verwendet. Iprodion wurde von Rhône-Poulenc entwickelt und 1974 auf den Markt gebracht.

## Verwendung
Iprodion wird als Kontakt-Fungizid vor allem gegen Botrytis cinerea, aber auch gegen Sclerotinia- und Alternaria-Arten bei Gemüse sowie Weißstängeligkeit im Raps eingesetzt. Außerdem dient es der Saatgutbeizung.

## Nachweis
Iprodion kann durch Kapillargaschromatographie mit massenspektrometrischer Auswertung nachgewiesen werden.

## Sicherheitshinweise
Iprodion ist als karzinogen, Kategorie 2 eingestuft.

## Zulassung
In der Europäischen Union war Iprodion seit 2004 als Pflanzenschutzmittel zugelassen. Die Zulassung wurde allerdings aufgrund einer neuen Bewertung des Wirkstoffes durch die Europäische Lebensmittelsicherheitsbehörde (EFSA) im November 2017 entzogen. Pflanzenschutzmittel mit Iprodion durften noch bis zum 5. März 2018 eingesetzt werden. In der Schweiz wurde Iprodion auf Anfang 2019 die Zulassung entzogen. 2021 empfahl das Chemical Review Committee die Aufnahme von Iprodion in das Rotterdamer Übereinkommen.

## Derivate
Verwandte Pflanzenschutzmittel aus der Gruppe der Dichlorphenyldicarboximide sind:
- Chlozolinat C13H11Cl2NO5
- Dichlozolin C11H9Cl2NO3[12]
- Isovaledion C14H14Cl2N2O3[13]
- Myclozolin C12H11Cl2NO4[14]
- Procymidon C13H11Cl2NO2
- Vinclozolin C12H9Cl2NO3